# Joey Aiuppa
Joseph John Aiuppa (Melrose Park, 1 de dezembro de 1907 - Elmhurst, 22 de fevereiro de 1997), também conhecido como "Ha Ha," "Doves," "Mourning Doves," "O'Brien," ou "Joey Doves," foi um membro da Máfia de Chicago, mais conhecida como A Organização. Durante muito tempo ele foi um pistoleiro de Al Capone e, em 1971, ele se tornou o chefe da Máfia local após o falecimento de Paul “The Waiter” Ricca. Aiuppa obteve seu apelido “Joey Doves” (Joey Pombos) depois de ser preso transportando ilegalmente pombos cerimoniais através das rodovias estaduais. Mais tarde Aiuppa retirou-se temporariamente junto com o conselheiro Tony “Big Tuna” Accardo, dando a chefia para Jackie “The Lackey” Cerone, chefe interino. Ele foi o suspeito de mandar matar, em junho de 1975, o antigo chefão Sam "Momo" Giancana, que estava em desgraça e decadente, tendo trabalhado junto com a CIA (dizem que para orquestrar e executar a morte do ditador cubano Fidel Castro). Muitos aliados de Giancana, como John “Johnny Ross” Roselli, foram mortos logo em seguida.
O FBI, porém, suspeitava que o assassinato de Giancana foi ordenado por Aiuppa e Accardo em retalição contra a recusa do antigo chefão em garantir a eles percentagem dos lucros substanciais de uma operação de jogatina num navio no mar do México. Em 1985, Aiuppa foi condenado por lucros ilegais em cassinos de Las Vegas, e morreu na prisão na idade de 89 anos. Também estava envolvido como mandante do assassinato de Tony “The Ant” Spiltotro, um representante de Aiuppa em Las Vegas e ao sul da California, cujo corpo foi encontrado em uma cova rasa junto com seu irmão Michael Spilotro. Ambos haviam sido açoitados até a morte e enterrados em um milharal próximo da cidade de Morocco, Indiana, em março de 1986, possivelmente como resultado de sua prisão.
No filme Casino, o ator Pasquale Cajano interpretou um personagem, Remo Gaggi, que tinha muita semelhança com Aiuppa.